# تشتت ذهني

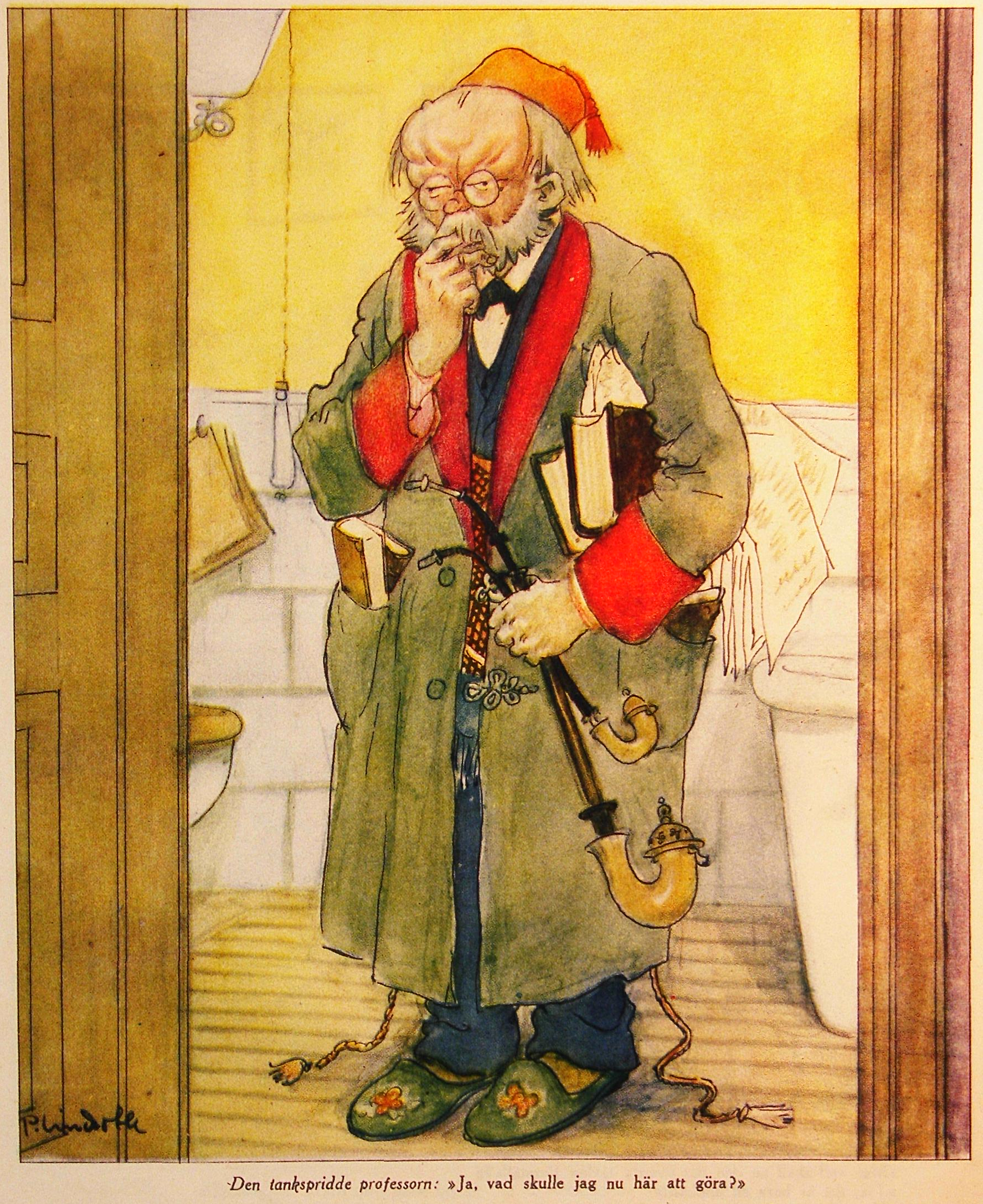
الأستاذ مشتت الذهن شخصية نمطية تظهر كثيراً في الأعمال الأدبية

التشتت الذهني (بالإنجليزية: Absent-mindedness)‏ هي حالة من الغفلة أو النسيان تظهر عند الشخص. ويمكن أن يُعزى حدوثها إلى ثلاثة أسباب مختلفة، مستوى منخفض من الانتباه (فقدان التركيز أو الانشغال بالأفكار الخاصة بالذات)، الانتباه الشديد إلى شيء مع تركيز (التركيز المفرط) بدرجة تجعل الشخص غافلاً عن الأحداث من حوله؛ وتشتت الانتباه غير المبرر عن موضوع التركيز بأفكار أو أحداث بيئية غير ذات صلة.
التشتت الذهني هو حالة عقلية يعاني منها الفرد من انخفاض مستويات الانتباه والتشتت المتكرر. والتشتت الذهني ليس حالة مشخصة ولكنه حالة يشعر بها الناس في حياتهم اليومية من مجموعة مختلفة من الأسباب بما في ذلك الملل والنعاس، أو التركيز على الأفكار الداخلية بدلاً من البيئة الخارجية. عند تجربة التشتت الذهني، يميل الناس إلى إظهار علامات فقدان الذاكرة وضعف الاسترجاع للأحداث التي حدثت مؤخرًا. ويمكن أن يكون ذلك نتيجة لمجموعة متنوعة من الظروف الأخرى التي غالبًا ما تشخص من الأطباء مثل اضطراب نقص الانتباه وفرط النشاط والاكتئاب. بالإضافة إلى أن التشتت الذهني يؤدي إلى مجموعة من العواقب التي تؤثر على الحياة اليومية، قد يكون له آثار أكثر خطورة وطويلة الأمد.

## التصور المفاهيمي
يرتبط التشتت الذهني على ما يبدو من فقدان التركيز أو الانشغال بالأفكار الخاصة بالذات. وهذا الأمر يمكن أن يؤدي إلى فقدان الذاكرة للفترات القصيرة أو الطويلة، اعتمادًا على متى كانت الشخصية المعنية في حالة من التشتت الذهني. يترتب التشتت الذهني أيضًا على فقدان الانتباه بشكل مباشر. ويقول شاختر ودودسن من قسم علم النفس في جامعة هارفارد، إنه في سياق الذاكرة، "التشتت الذهني ينطوي على معالجة غير انتباهية أو ضحلة تسهم في ضعف الذكريات للأحداث الجارية أو نسيان الأشياء في المستقبل".

## الأسباب
على الرغم من أن التشتت الذهني يحدث بشكل متكرر، إلا أنه لم يتحقق تقدم كبير في تحديد الأسباب المباشرة لحدوثه. ومع ذلك، يميل إلى ارتباطه بسوء الصحة والتفكير المفرط، والتشتيت.
ويُعزى إلى ثلاثة أسباب محتملة:
1. مستوى منخفض من الاهتمام (فقدان التركيز أو الانشغال بالأفكار الخاصة بالذات")
2. الانتباه الشديد إلى شيء واحد من التركيز ( التركيز المفرط ) الذي يجعل الشخص غافلاً عن الأحداث من حوله؛
3. وتشتت الانتباهتشتت الانتباه غير المبرر للانتباه عن موضوع التركيز بأفكار أو أحداث بيئية غير ذات صلة.

يُلاحظ أيضًا أن التشتت الذهني يمثل سمة مشتركة لدى الشخصيات المصابة باضطراب الشخصية شبه الفصامية.

## العواقب
يعد التشتت الذهني جزءًا واضحًا من حياة الجميع. وفي بعض حالات يكون مجرد إزعاج مؤقت، مثل فقدان الاتجاه نحو المخرج المعروف على الطريق السريع، ولكن في بعض الحالات يمكن أن تكون خطير للغاية، ويؤدي إلى وقوع حوادث أو إصابات أو فقدان الأرواح. كما في بعض الأحيان، يمكن أن يؤدي تأثير كبير على السلوك الشخصي وحتى توجيه الأهداف. بالإضافة إلى التكاليف الواضحة للحوادث الناشئة عن زلات الانتباه، هناك زمن ضائع؛ وضعف الكفاءة والإنتاجية، وجودة الحياة.
يمكن أن تحدث هذه الانحرافات أيضًا في فترات فقدان واستعادة الوعي والانتباه للمهام اليومية. وغالبًا ما يعتبر الأفراد الذين تكون فترات الانحرافات بينهما قصيرة جدًا على أنهم يعانون من إعاقة. نظرًا لانتشار فشل الانتباه في الحياة اليومية ولتبعاته الشائعة وأحيانًا الكارثية، فإنه من المدهش إلى حد ما أن يكون قد نفذت بعمل قليل نسبيًا لقياس الاختلافات الفردية في الأخطاء اليومية الناتجة عن عدم الاستقرار في الانتباه. ويمكن أن يؤدي شرود الذهن أيضًا إلى درجات سيئة في المدرسة والملل والاكتئاب.

## التشتت الذهني في الثقافة والأدب
يُعد الأستاذ مشتت الذهن شخصية وضعية، تظهر غالبًا في الأعمال الخيالية. في العادةً يكون أكاديمي موهوب منصب تركيزه على الأمور الأكاديمية الأمر الذي يؤدي تجاهل أو نسيان محيطه. وهذه النظرة النمطية يمكن تتبعها إلى أبعد من الفيلسوف تاليس، الذي قيل عنه أنه "مشي ليلاً وعيناه تركزان على السماء، ونتيجة لذلك، سقط في بئر". وأحد الأمثلة الكلاسيكية على ذلك في فيلم ديزني "الأستاذ مشتت الذهن" الذي أخرج عام 1963 والمبني على القصة القصيرة "حالة الجاذبية" للمخرج صامويل دبليو تايلور. من الأمثلة على هذه الشخصية التي صورت في وسائل الإعلام الحديثة الدكتور إيميت براون من فيلم العودة إلى المستقبل، والبروفيسور فارنسورث من مسلسل فوتثراما.
أما في الأدب، فهنا قصيدة "المتسول مشتت الذهن" التي كتبها روديارد كيبلينغ عام 1899، وكانت موجهة إلى سكان بريطانيا العظمى مشتتي الذهن الذين يتجاهلون محنة جنودهم في حرب البوير. لقد أوضحت القصيدة حقيقة أن الجنود الذين لم يتمكنوا من العودة إلى وظائفهم السابقة يحتاجون إلى الدعم، والحاجة إلى جمع الأموال لدعم القوات المقاتلة. وظفت هذه القصيدة أيضًا موسيقياً بواسطة جيلبرت وسوليفان وأثيرت حملة لدعم القوات البريطانية، خاصة عند مغادرتهم وعودتهم، ووكذلك مساعدة المرضى والجرحى. كتب فرانز كافكا أيضًا "نظرة للنافذة مشتت الذهن"، وهي إحدى عناوين مجموعات القصص "التأمل".
وتشمل الشخصيات الأخرى:
- شخصية أمبرغلاس في رواية الأبراج السبعة لباتريشيا وريدي.
- شخصية أليجا، وهي شخصية من روايات إيرينا بيكر. وصفت الكاتبة الشخصية بأنها "مثال على تشتت الذهن".
- شخصية كابوس، من مسلسل الأحمر مقابل الأزرق من إنتاج شركة رووستر تيث.[14]
- شخصية هاي لين، وهي شخصية شاردة الذهن من سلسلة كوميكس فانتازيا إيطالية W.I.T.C.H. من إنتاج ديزني.
- بروفيسور كالكولوس، من مغامرات تان تان الكاريكاتيرية.

## القياس والعلاج
يمكن تجنب أو تخفيف التشتت الذهني بعدة طرق، على الرغم من أنه لا يمكن التخلص منه تمامًا عن طريق الإجراءات الطبية. يمكن تحقيق ذلك عن طريق العلاجات النفسية والتغييرات في نمط الحياة. ومن الأمثلة على ذلك: تعديل جدول العمل لجعله أقل تعبًا، وتضمين فترات راحة متكررة، واستخدام جهاز الكشف عن نعاس السائق.
غتتم قياس التشتت الذهني والمواضيع ذات الصلة به عادةً باستخدام مقاييس طوّرت في دراسات لاستطلاع مستويات الملل والانتباه. على سبيل المثال، مقياس أخطاء الانتباه الذاتي المتعلقة بالأداء (ARCES) يعكس الأخطاء في الأداء التي تنتج عن تشتت الانتباه. ومقياس الانتباه المتأني للوعي (MAAS) يقيس القدرة على الحفاظ على مستوى مناسب من الانتباه في الحياة اليومية. ويقيس مقياس تمرد الملل (BPS) مستوى الملل بالنسبة لمستوى الانتباه للفرد.

## الأخطاء والظواهر المتعلقة بها
يمكن أن يؤدي التشتت الذهني إلى السلوك التلقائي أو السلوكيات التلقائية، وهي الأفعال التي تنفذ بدون وعي أو نية متعمدة. ويمكن أن تشمل هذه الأفعال أخطاء سلوكية، مثل نسيان قفل الباب أو فقدان وثيقة مهمة. ويحدث ظاهرة تسمى التبعية تؤدي إلى إحساس الشخص بالتبعية بعدما يقوم بارتكاب خطأ بسبب التشتت الذهني. في هذه الحالة، قد يرجع الشخص الخطأ إلى يده أو بعامل خارجي آخر بدلاً من الاعتراف بمسؤوليته الشخصية عن الخطأ. ويحدث هذا لأن الشخص لم يكن متواجدًا بالكامل ويعي ما يحدث في الوقت الذي وقع فيه الخطأ.
موضوع ذو صلة آخر بالتشتت الذهني هو أحلام اليقظة. وقد يكون من المفيد التفريق بين هذين الموضوعين. يمكن اعتبار أحلام اليقظة آلية تكيفية أو دفاعية، حيث يسمح للأفراد باستكشاف وحتى التعبير عن مشاعرهم من خلال الخيال. وبالمقابل لعدم الانتباه، فإن أحلام اليقظةهو وسيلة لاستكشاف المشاعر وحتى التعبير عنها من خلال الخيال. وقد يجلب حتى انتباهًا للمشاكل أو الظروف التي سبق وتعرض لها الشخص. كما أنه طريقة لإثارة الإبداع.".

## مقالات ذات صلة
- اضطراب فرط النشاط ونقص الانتباه
- العادة (علم النفس)
- موثوقية بشرية
- شرود ذهني
- شبكة الوضع الافتراضي
- التنويم المغناطيسي